# Zemský okres Ukerská marka
Zemský okres Ukerská marka (německy Landkreis Uckermark) je zemský okres v severovýchodní části Braniborska. Je pojmenován podle historické oblasti Ukerská marka, jejímž tradičním hlavním městem je Prenzlau, stejně jako dnešního zemského okresu.
Sousedí  (od jihu ve směru hodinových ručiček) v Braniborsku s okresy Barnim a Horní Havola, dále v Meklenbursku-Předním Pomořansku se zemskými okresy Meklenburská jezerní plošina a Přední Pomořansko-Greifswald, a nakonec na východě to jsou polské okresy Police a Gryfino. Rozloha okresu je 3 058,2 km². K 31. prosinci 2011 zde žilo 128 174 obyvatel. 

## Města a obce
Města:
1. Angermünde
2. Brüssow
3. Gartz (Oder)
4. Lychen
5. Prenzlau
6. Schwedt/Oder
7. Templin

Obce:
1. Berkholz-Meyenburg
2. Boitzenburger Land
3. Carmzow-Wallmow
4. Casekow
5. Flieth-Stegelitz
6. Gerswalde
7. Göritz
8. Gramzow
9. Grünow
10. Hohenselchow-Groß Pinnow
11. Mark Landin
12. Mescherin
13. Milmersdorf
14. Mittenwalde
15. Nordwestuckermark
16. Oberuckersee
17. Passow
18. Pinnow
19. Randowtal
20. Schenkenberg
21. Schöneberg
22. Schönfeld
23. Tantow
24. Temmen-Ringenwalde
25. Uckerfelde
26. Uckerland
27. Zichow